# Stazione meteorologica di Chiavenna
La stazione meteorologica di Chiavenna è la stazione meteorologica di riferimento relativa alla località di Chiavenna.

## Coordinate geografiche
La stazione meteorologica è situata nell'Italia nord-occidentale, in Lombardia, in provincia di Sondrio, nel comune di Chiavenna, a 332 metri s.l.m. e alle coordinate geografiche 46°19′N 9°24′E.

## Dati climatologici
Secondo la classificazione Köppen, il clima di Chiavenna è Cfb, ossia temperato umido con estate calda e piovosità annua significativa.
Secondo i dati medi del trentennio 1961-1990, la temperatura media del mese più freddo, gennaio, si attesta ai +2,7 °C, mentre quella del mese più caldo, luglio, è di +22,4 °C.
Le precipitazioni medie annue, attorno ai 1.300 mm, si distribuiscono mediamente in 85 giorni, con un minimo relativo in inverno ed un picco molto prolungato ed accentuato  tra la primavera, l'estate e l'autunno.
| Chiavenna           | Mesi | Mesi | Mesi | Mesi | Mesi | Mesi | Mesi | Mesi | Mesi | Mesi | Mesi | Mesi | Stagioni | Stagioni | Stagioni | Stagioni | Anno  |
| Chiavenna           | Gen  | Feb  | Mar  | Apr  | Mag  | Giu  | Lug  | Ago  | Set  | Ott  | Nov  | Dic  | Inv      | Pri      | Est      | Aut      | Anno  |
| ------------------- | ---- | ---- | ---- | ---- | ---- | ---- | ---- | ---- | ---- | ---- | ---- | ---- | -------- | -------- | -------- | -------- | ----- |
| T. max. media (°C)  | 5,9  | 8,9  | 13,5 | 17,9 | 22,4 | 25,9 | 28,3 | 27,3 | 22,9 | 16,5 | 10,5 | 6,6  | 7,1      | 17,9     | 27,2     | 16,6     | 17,2  |
| T. min. media (°C)  | −0,5 | 1,3  | 4,2  | 7,7  | 11,2 | 14,3 | 16,6 | 16,1 | 13,3 | 8,6  | 4,1  | 0,3  | 0,4      | 7,7      | 15,7     | 8,7      | 8,1   |
| Precipitazioni (mm) | 59   | 61   | 84   | 100  | 120  | 146  | 115  | 150  | 141  | 123  | 155  | 40   | 160      | 304      | 411      | 419      | 1 294 |
| Giorni di pioggia   | 5    | 5    | 7    | 7    | 10   | 10   | 8    | 8    | 7    | 6    | 8    | 4    | 14       | 24       | 26       | 21       | 85    |